# Fabiana Sgroi
Fabiana Sgroi (Palermo, 13 de mayo de 1981) es una deportista italiana que compitió en piragüismo en la modalidad de aguas tranquilas. Ganó dos medallas de bronce en el Campeonato Europeo de Piragüismo, en los años 2006 y 2007.

## Palmarés internacional
| Campeonato Europeo | Campeonato Europeo       | Campeonato Europeo | Campeonato Europeo |
| Año                | Lugar                    | Medalla            | Competición        |
| ------------------ | ------------------------ | ------------------ | ------------------ |
| 2006               | Račice (República Checa) | Medalla de bronce  | K2 500 m           |
| 2007               | Pontevedra (España)      | Medalla de bronce  | K4 1000 m          |